# Gyroptychius
Gyroptychius is een geslacht van uitgestorven kwastvinnigen die leefden in het Midden-Devoon. De naam van het geslacht werd in 1848 voorgesteld door Frederick M'Coy.

## Kenmerken
Soorten uit dit geslacht waren snelle, langgerekte carnivoren met korte kaken, die een vrij krachtige beet hadden. Deze riviervissen met hun relatief kleine ogen hadden eveneens een goed ontwikkeld reukvermogen.
De vlezige gespierde vinnen bevonden zich alle, op de borstvinnen na, aan de achterzijde van het lichaam. De staart was pijlvormig.

## Leefwijze
Gyroptychius jaagde op alles wat klein genoeg was om in zijn geheel door te slikken.

## Vondsten
Vondsten zijn gedaan in Schotland in de Achanarras Groeve van Caithness. Deze groeve staat bekend om zijn grote hoeveelheid fossiele vissen maar met name om de vele kwastvinnige longvissen die er worden gevonden. Deze vissen waren mogelijk de voorouders van de eerste gewervelden die aan land kropen en uiteindelijk ook de voorouders van de mens.
Rijk: Animalia · Phylum/Afdeling: Chordata · Klasse: Sarcopterygii · Subklasse: Tetrapodomorpha · Superorde: Osteolepidida